# Simfonia en mi major (Rott)
La Simfonia en mi major és una simfonia composta per Hans Rott entre 1878 i 1880.

## Origen i context
El 1874, el pare de Rott va morir accidentalment durant una actuació, cosa que va impactar greument la seva situació econòmica. Tot i això, el seu talent li va permetre continuar estudiant al Conservatori de Viena sense cost. En aquest període, va compartir habitació breument amb Mahler i va rebre classes d'orgue de Bruckner, qui va destacar la seva destresa en la improvisació sobre peces de Bach. Com molts compositors de la seva època, Rott es va impregnar del wagnerisme i va assistir al primer Festival de Bayreuth el 1876.
Va compondre el primer moviment l'any 1878, de cara al concurs de composició organitzat al Conservatori de Viena, juntament amb els joves Mahler, Hugo Wolf i Guido Adler, per citar uns quants noms que esdevindrien reconeguts amb el temps. Malgrat que aquesta obra no va resultar premiada (Mahler es faria amb el premi amb un quartet amb piano), i la reacció despectiva del jurat (a excepció dels comentaris elogiosos d'Anton Bruckner), Rott estava tan convençut dels seus mèrits artístics que va decidir completar la simfonia. Així doncs, dos anys més tard (1880) ja tenia enllestida una obra de quasi una hora de duració, la qual, tristament, no veuria la llum fins a més de 100 anys més tard, quan l'Orquestra Simfònica de Cincinnati la va estrenar el 1989. Gràcies al seu redescobriment, aquesta obra ha contribuït enormement a elevar la importància de la figura de Rott, bàsicament per la remarcable semblança estilística amb el simfonisme mahlerià. El fet que la Simfonia en mi major de Rott precedeixi en 8 anys la primera de Mahler ha suscitat moltes suspicàcies dins els entorns musicològics sobre el grau d'influència de la música de l'un sobre l'altre. De fet, una cita de Mahler (la podem trobar al llibret del disc fet per Gerard Samuel a càrrec de la Cincinnaty Symphony Orchestra) que es va menystenir al llarg dels anys a causa de la desconeixença existent al voltant de la producció de Hans Rott diu: «És completament impossible estimar el que la música ha perdut en ell: el seu geni s'eleva a unes alçades inusitades en la seva primera simfonia, escrita a l'edat de vint anys. Ella el fa, sense exageració, el creador de la nova simfonia tal com jo l'entenc».

## Moviments
Aquesta simfonia es divideix en els quatre moviments convencionals. Tanmateix, el tractament de la forma difereix del cànon establert fins aquell moment, ja que cada moviment és més llarg que l'anterior, de tal manera que el darrer moviment dura més de dues vegades que el primer. El nom de cada temps és:
1. Alla breve
2. Sehr langsam
3. Frisch und lebhaft
4. Sehr langsam-belebt

## Instrumentació
Està orquestrada per a 2 flautes, 2 oboès, 2 clarinets en la, 2 fagots i contrafagot, 4 trompes en fa, 3 trompetes, 3 trombons, timbales, triangle i corda. Sobta l'ús reiteratiu del triangle al llarg de l'obra, fins a tal punt que molts directors han optat per obviar la major part dels compassos on aquest intervé. Determinats crítics musicals han associat aquest tret inusual a un desequilibri mental o bé a la inexperiència orquestradora de Rott.

## Connexió amb Mahler
El principal interès de l'obra avui és la seva connexió amb l'estil característic de Mahler. Si bé hi ha palpables similituds en l'estil (per exemple l'scherzo de la simfonia de Rott podria passar fàcilment per un de Mahler) i en la forma (recursos anticipatius com el coral introduït al final del segon temps de la simfonia de Rott, el qual només es troba reexposat al darrer moviment. Succeeix una cosa semblant a la cinquena simfonia de Mahler), també és remarcable trobar passatges melòdics i harmònics gairebé calcats. La importància de la citació de passatges de Rott dins la música de Mahler no s'ha tractat amb prou seriositat encara avui. Orquestralment, malgrat la tècnica pròpia d'un compositor molt talentós però inexpert, poder escoltar recursos que no s'havien utilitzat gaire fins a aquell moment, com utilitzar la secció de metalls en passatges lírics. Sense anar més lluny, l'inici del primer temps s'enceta amb un solo líric de trompeta, acompanyat subtilment per violins i flautes.

## Enregistraments
- 1990. Cincinnati Philharmonic Orchestra dirigida per Gerhard Samuel (Hyperion).
- 2002. Orquestra Simfònica de la Ràdio de Viena dirigida per Dennis Russell Davies (CPO).[5]